# Винфилд (Индијана)
Винфилд (енгл. Winfield) град је у америчкој савезној држави Индијана.

## Демографија
По попису из 2010. године број становника је 4.383, што је 2.085 (90,7%) становника више него 2000. године.
| Група             | 2000.         | 2010.         |
| Белци             | 2.135 (92,9%) | 3.637 (83,0%) |
| Афроамериканци    | 8 (0,3%)      | 162 (3,7%)    |
| Азијати           | 15 (0,7%)     | 155 (3,5%)    |
| Хиспаноамериканци | 98 (4,3%)     | 391 (8,9%)    |
| Укупно            | 2.298         | 4.383         |